# Janne Teller

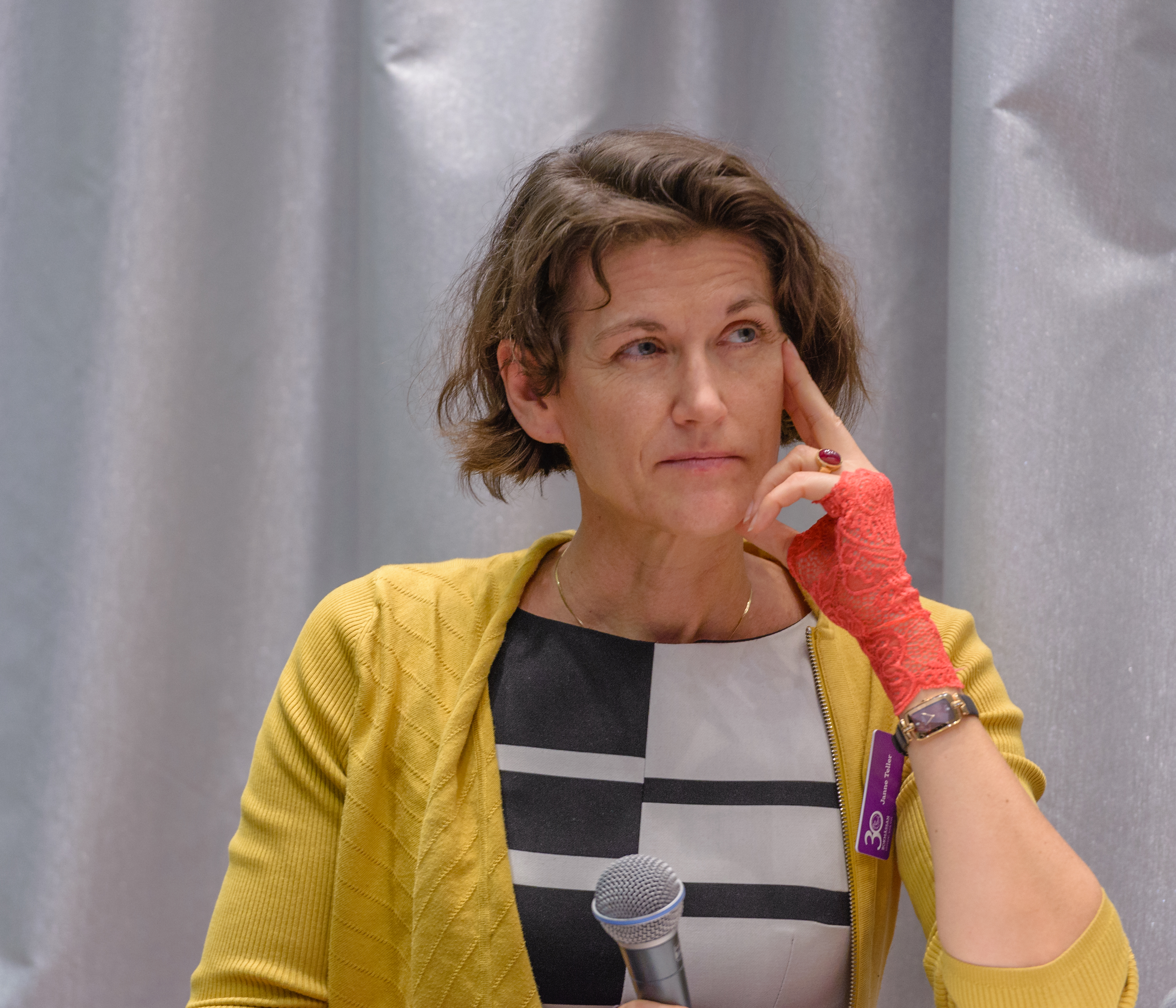
Janne Teller på bokmässan i Göteborg 2014

Janne Vibeke Teller född 8 april 1964 i Köpenhamn, är en dansk författare. Teller har sedan 1995 varit författare på heltid.